# 聖シメオン教会
聖シメオン教会（せいシメオンきょうかい、登塔者聖シメオン教会〈英語: Church of Saint Simeon Stylites, アラビア語: كنيسة مار سمعان العمودي Kanīsat Mār Simʿān al-ʿAmūdī〉）は、シリアの都市アレッポの西36キロメートルに位置する。西アジアに構築された最も大きいキリスト教建造物の1つであり、5 世紀までさかのぼる、現存する最も古いビザンティン教会の1つである。一般に、カラート・サマーン（カラート・セマーン、英語: Qalaat Semaan, アラビア語: قلعة سمعان Qalʿat Simʿān ）「シメオン砦」、または、ディル・サマーン（英語: Deir Semaan, アラビア語: دير سمعان Dayr Simʿān ）「シメオン修道院」の名で知られる。古代都市アンティオキアに隣接した過去の町テラニスス（Telanissos、現在のディル・サマーン〈デイル・シマーン、Deir Semaan〉）を本拠とする教会は、高名な隠修士（隠遁修道士）である登塔者聖シメオンの柱の場所に建てられた。

## 歴史

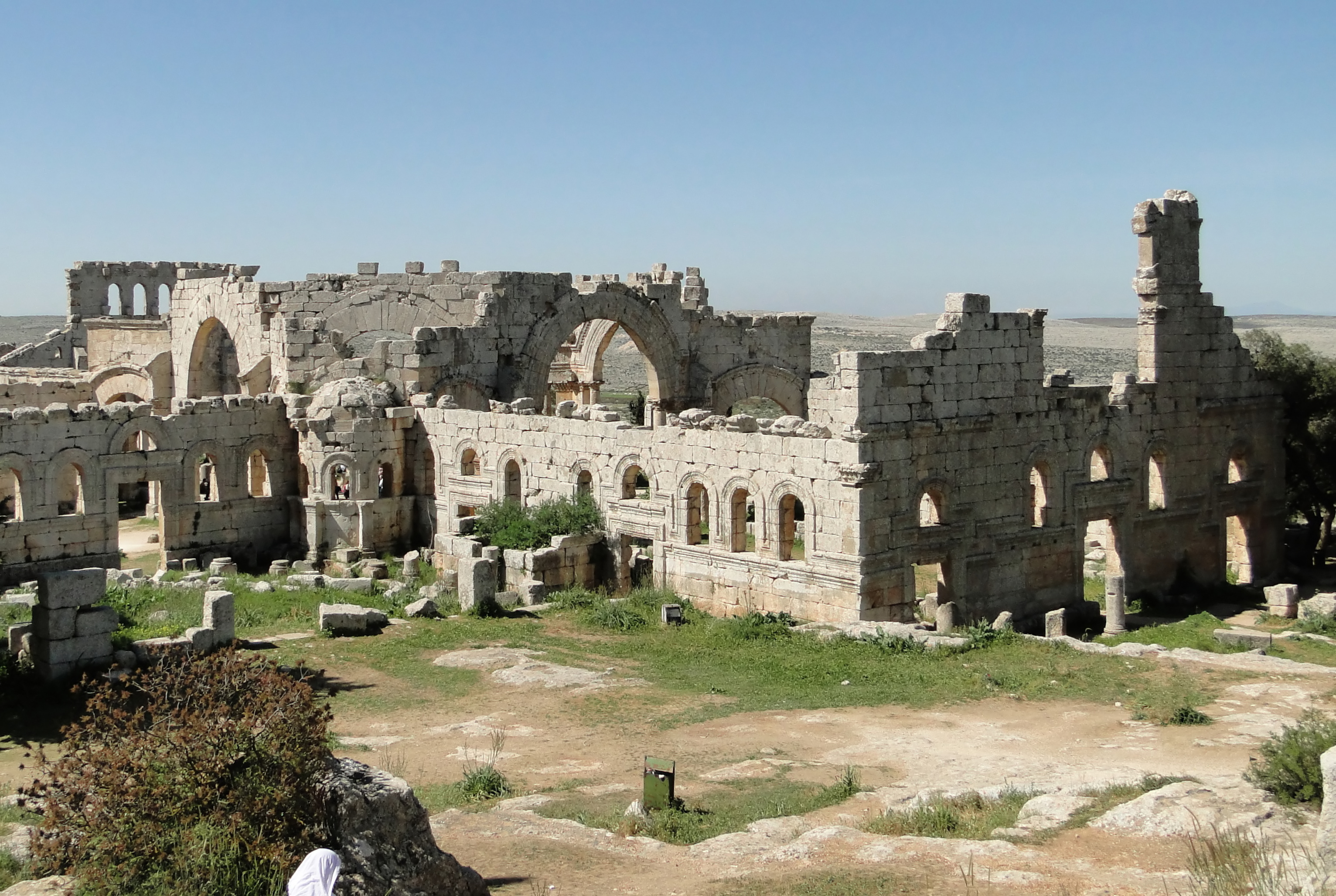
聖シメオン教会の概観

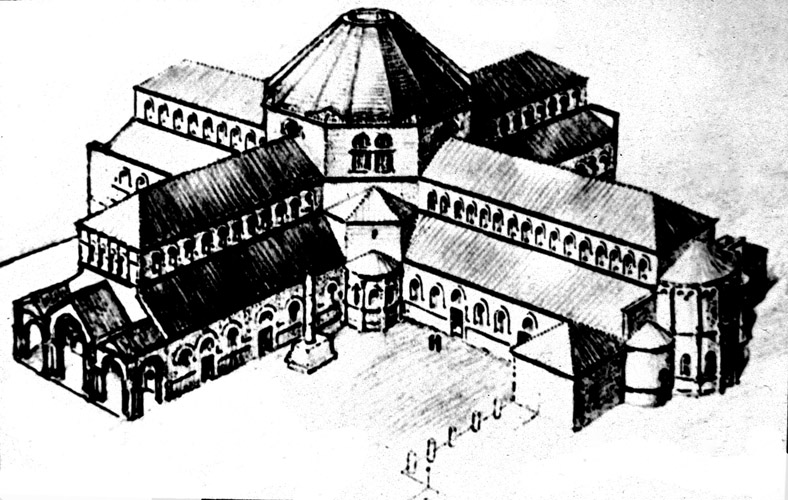
聖シメオン教会の復元図

聖シメオンは、西暦390年頃（389-390年）、シリアとキリキア（トルコ）の境、アマヌス山脈（ヌル山脈）のシースの村に羊飼いの子として生まれた。シメオンは410-412年頃、この地テラニススで修道院に入ったが、間もなく、隠修士として単独での信仰生活を求めようと決意した。しばらく荒野で過ごした後、より厳しい隔絶を果たすため、423年に低い柱の上に登り、その後、遂には高さ40キュビット（約20メートル）にもなる柱の先端に身を置いた。やがて、スペイン、ガリアから南アラビアまで知られるようになり、毎日二度される説教や教えを求めて、至る所から来た数多くの人を引きつけた。
36年後の459年7月24日、聖シメオンは柱の上で亡くなった。シメオンの遺体は、7人の司教と、護衛に派遣された東ローマ帝国の600人の兵士によってアンティオキアまで厳かに送られ、それに数多くの信奉者が付き添った。1か月後にシメオンの遺体が安置されたアンティオキアの大聖堂や、それに最後の36年を過ごしたそそり立つ石柱も、重要な巡礼地となった。
東ローマ帝国（ビザンティン帝国）の皇帝ゼノン（在位474-491年）のもと、わずか10数年後の475年ないし476-491年のうちに、シメオンを讃える広大な記念建造物（マルティリウム）がシメオンの柱を中心として建てられた。
イスラム教徒がアレッポを636年に征服すると、この地はイスラム帝国と東ローマ帝国の境界の係争地となり、その後のウマイヤ朝やアッバース朝は教会を要塞化した。10世紀、東ローマ帝国がその地域を奪回すると丘陵一帯を壁で固めたが、985年にハムダーン朝により奪還され、その後、1017年にはエジプト軍に奪われた。1164年にザンギー朝のヌールッディーンがこの地を支配した際に教会は破壊された。

## 現在
2011年、教会および周囲の村が、国際連合教育科学文化機関（ユネスコ、UNESCO）により、「シリア北部の古代村落群」の世界遺産地域の一部として指定されたが、その後、2013年に危機遺産に登録されている。
2015年5月、教会はシリア内戦における反体制派のクルド人民防衛隊（クルド語: Yekîneyên Parastina Gel, YPG）とそのクルド女性防衛部隊（クルド語: Yekîneyên Parastina Jin, YPJ）により攻略され、その際、小規模な損傷を受けた。2016年5月12日、教会は空爆のなか激しく損傷した。

## 構成

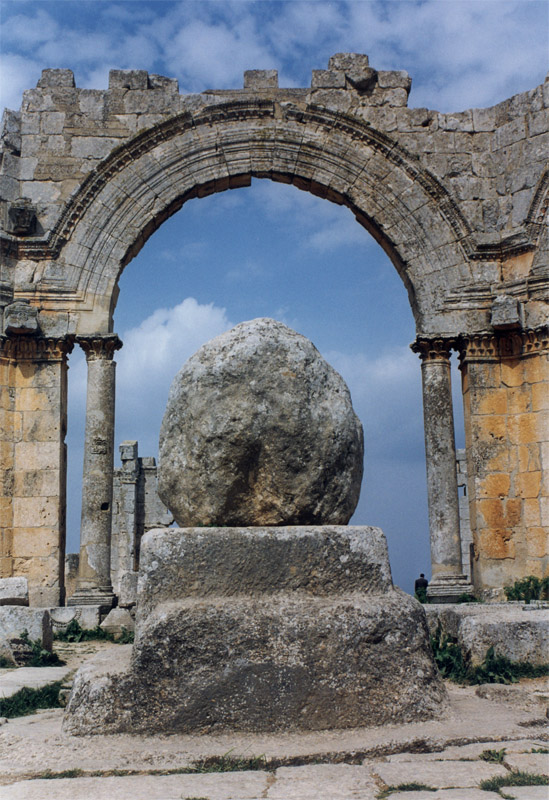
登塔者聖シメオンの石柱

都市から離れた荒涼とした山の上に置かれた聖シメオン教会の敷地は、長さ約400メートル、幅100メートルにおよぶ。教会は孤立したものではなく、共同宿泊施設や修道院、それに聖堂と同時代に構築された洗礼堂や、500-525年に設営された巡礼の宿泊所などをもつ巨大な複合施設であった。東の聖堂の東南側には専用の礼拝堂を備える修道院や3階建の大きな共同宿泊施設があった。

### 十字形聖堂

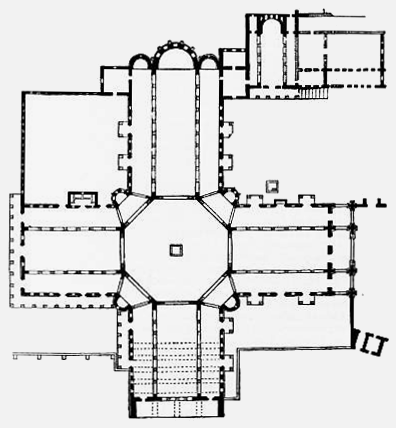
十字形の聖堂や修道院の平面図（図上: 東）
（実際の東の聖堂はやや北〈図左〉側〈真東〉に傾く）

聖シメオンの記念建造物は、有名な石柱が立つ中央の八角形の辺から放射状に広がり、十字形となる4棟のバシリカ聖堂により構成された。シメオンの石柱は、もともと丘上の西側斜面の近くに立っていたため、その石柱を中心とする中庭から、西の建造物が南・北の建造物と同じぐらいの長さになるよう、全体的に盛り土をした基礎の上に記念建造物は構築された。

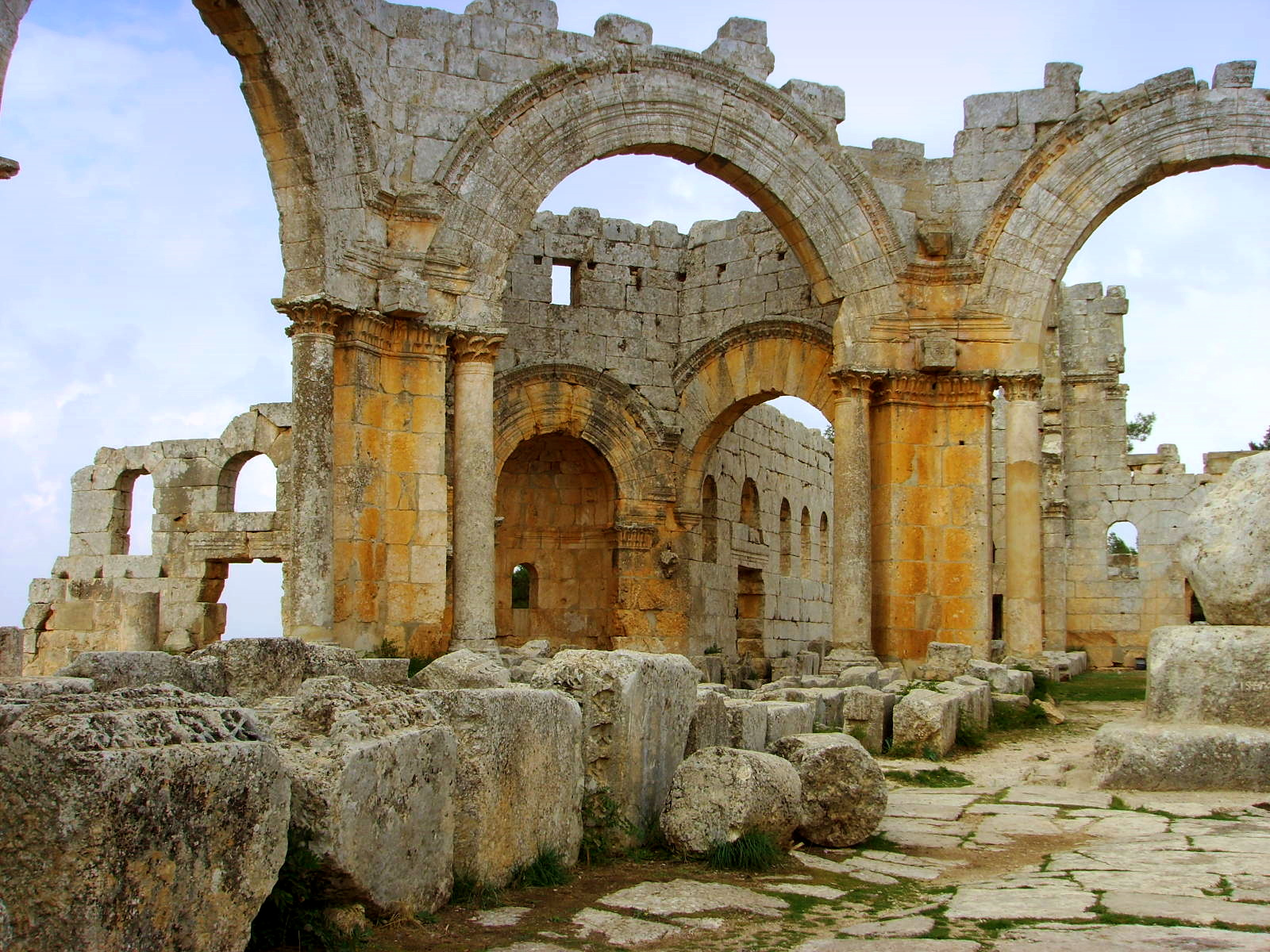
八角形の中庭を囲むアーチ門

聖シメオン教会は、大都市ローマの影響と古典的様式を備えながらも、地元シリアに典型的な切石積みや粗さのある彫刻をもつ。聖堂は3廊式バシリカであり、この様式はローマ時代にさかのぼる。また、この十字形の教会に先行するものとしては、各辺に放射状の翼屋がある八角形の小型の記念堂（マルティリウム）があるほか、1934年には、381年に建てられた十字形のアンティオキアの聖バビラスの記念堂が発掘されている。

#### 中庭
アーチ門を備えた直径28メートルの中庭は、十字形に配置された4棟のバシリカ聖堂に囲まれている。6世紀末の八角形の中庭（八角堂）には屋根がなかったが、それ以前に屋根があったかどうかについては議論が分かれ、当初は木製の屋根（ドーム）で覆われていたが、526年および528年の激しい地震により、中央の天井が崩壊したともいわれる。
聖シメオンの石柱の柱礎は今も聖堂の中庭に残るが、巡礼者による何世紀にもわたる遺物採集のため、現在では高さ2メートルほどの巨石にすぎない。石柱の基礎は方形で、一辺2メートルである。

#### 聖堂

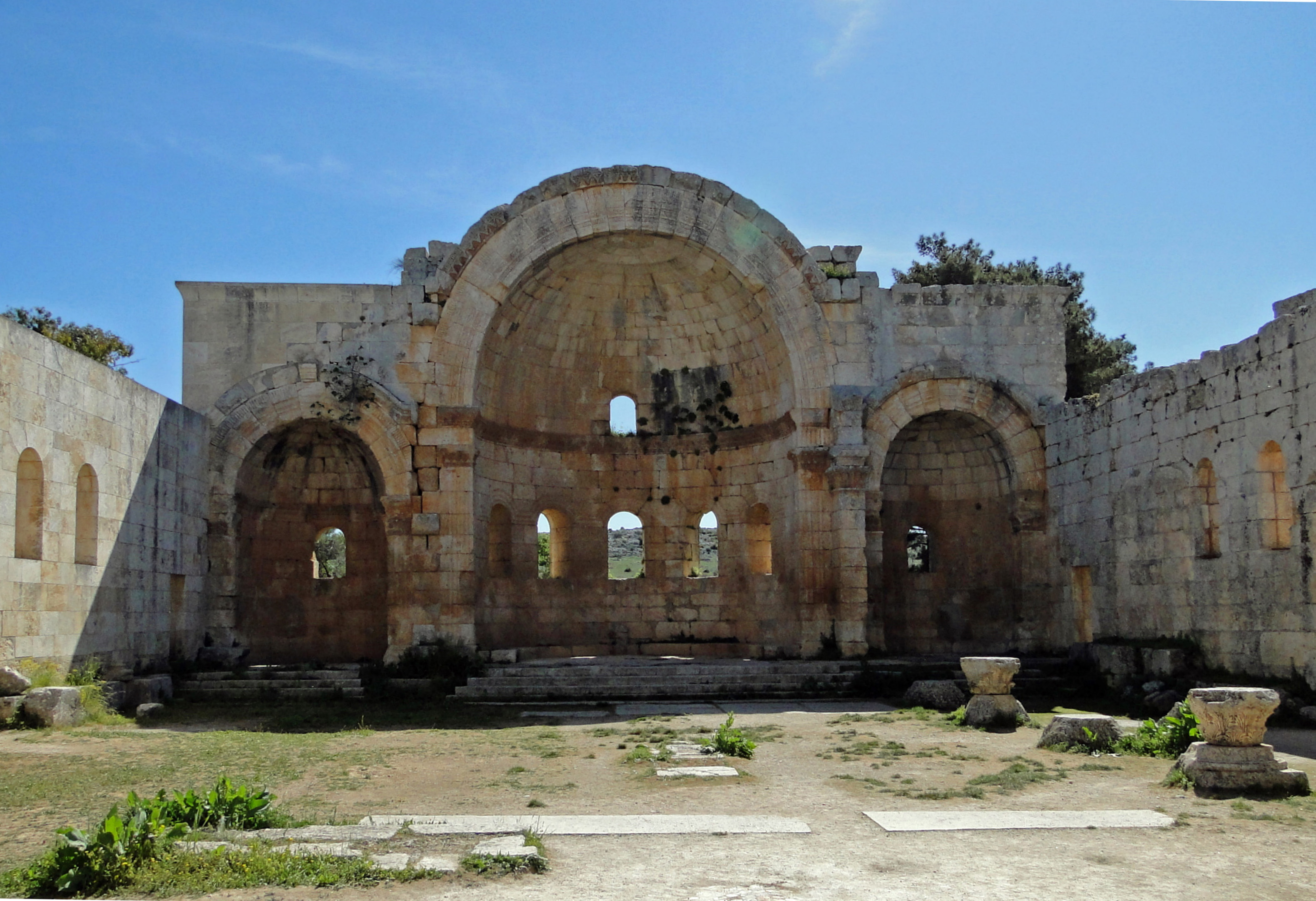
東の聖堂のアプス（後陣）

シメオンの石柱を囲む石灰岩の聖堂は、かつて多彩色に装飾されていた。東西約95メートル（100メートル）、南北約85メートル（88メートル）の十字形の聖堂は4棟すべて幅24メートルで、四方の聖堂に囲まれる総面積は3,840平方キロメートルである。東の聖堂は、長さ43メートルでほかのものより少し長く、最も重要であり、太陽が昇る方向であってキリストの再生を象徴する真東を向くように十字の中心軸からわずかに北側へと曲げられている。その聖堂は、3つのアプス（後陣）を備え、すべての主要な式典を開催した。バシリカの奥行きの短いほかの3つの聖堂は、宗教的式典以外の巡礼者の集会などに使用されたと考えられる。
東のバシリカ聖堂の南東側にあった修道院は、在住者および訪れる聖職者のために構築され、小さな礼拝堂を備えていた。

### 洗礼堂

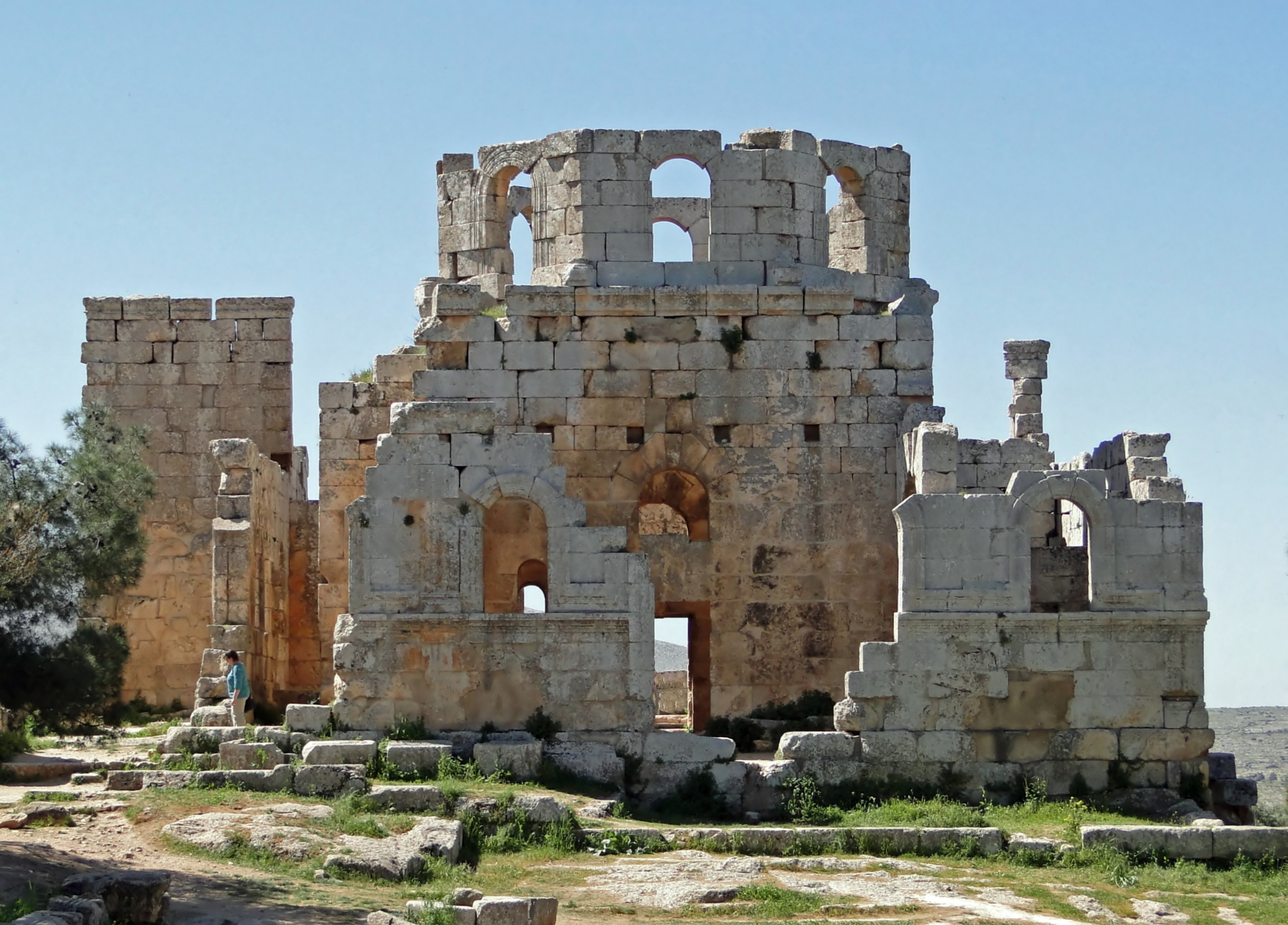
洗礼堂

聖堂より南200メートルの峰伝いにある洗礼堂は、聖堂と同時代の490年代に構築されたもので、巡礼における重要な場所の1つであった。その建物は、正方形の外壁に囲まれ、内側の正方形の基礎建造物の上部には八角形の筒柱が設けられ、木製の円錐形の屋根で覆われていた。
洗礼堂に近接して長方形の建造物および巡礼の宿泊所があり、洗礼堂の西側には、一般の巡礼者を受け入れた麓の集落ディル・サマーンへと通じる巡礼路がある。